# Epöl
Epöl es un pueblo húngaro perteneciente al distrito de Esztergom, condado de Komárom-Esztergom.

## Superficie
Cuenta con una superficie de 12,52 km².

## Demografía
Hasta 2024 la población era de 612 habitantes, con una densidad de población de 48,88 hab/km².
| Gráfica de evolución demográfica de Epöl entre 2020 y 2024 |
|                                                            |
| Datos según la Oficina Central de Estadística de Hungría.  |